# AMC-4
O AMC-4 ou AMERICOM-4, antigo GE-4, é um satélite de comunicação geoestacionário construído pela Lockheed Martin que está localizado na posição orbital de 134,9 graus de longitude oeste e foi operado inicialmente pela GE Americom, atualmente o mesmo é operado pela SES. O satélite foi baseado na plataforma A2100AX e sua expectativa de vida útil era de 15 anos.

## História
O AMC-4 foi lançado sob a designação de GE-4, mas foi rebatizado para AMC-4 depois que a GE Americom foi comprada pela SES e renomeada para SES Americom. Em 2009, a SES Americom fundiu-se com a SES New Skies para formar a SES World Skies. O AMC-4 foi substituído pelo SES-1 em 2010. Ele foi transferido para a posição orbital em 67 graus oeste, e, atualmente, não possui sinais FTA.

## Lançamento
O satélite foi lançado com sucesso ao espaço no dia 13 de novembro de 1999, às 22:54 UTC, por meio de um veículo Ariane-44LP H10-3 a partir do Centro Espacial de Kourou na Guiana Francesa. Ele tinha uma massa de lançamento de 3895 kg.

## Capacidade e cobertura
O AMC-4 está equipado com 24 transponders de banda Ku e 24 de banda C para fornecer radiodifusão, serviços de TV à cabo e internet para o território continental dos Estados Unidos, Canadá, México, Caribe, América Central e América do Sul.